# National Football League 1991
La stagione NFL 1991 fu la 72ª stagione sportiva della National Football League, la massima lega professionistica statunitense di football americano. La finale del campionato, il Super Bowl XXVI, si disputò il 26 gennaio 1992 al Metrodome di Minneapolis, in Minnesota e si concluse con la vittoria dei Washington Redskins sui Buffalo Bills per 37 a 24. La stagione iniziò il 6 settembre 1992 e si concluse con il Pro Bowl 1992 che si tenne il 2 febbraio a Honolulu.

## Modifiche alle regole
- Venne stabilito che un punt, un field goal o un drop si potesse effettuare solo da dietro la linea di scrimmage.
- Venne stabilito che se un fallo di un giocatore procurasse un infortunio ad un avversario, non verrà concesso nessun timeout alla squadra penalizzata per tutto il resto della partita, non solo negli ultimi due minuti del tempo.
- Venne stabilito che, a seguito di un cambio di possesso, il tempo di gioco non venisse fatto ripartire fino al successivo snap, anche se il giocatore fosse uscito dal campo.
- Venne deciso che gli arbitri fermino il immediatamente gioco anche prima dello snap se, a seguito di un fuori gioco difensivo, un giocatore portasse una minaccia al quarterback avversario.
- Venne stabilito che se un giocatore commette un fumble e la palla esce dal campo nella end zone avversaria, venga assegnato un touchback.
- Venne stabilito che se un giocatore commette un fumble e la palla esce dal campo nella sua end zone per intervento di un avversario, venga assegnato un touchback e non un safety.
- Venne stabilito che un giocatore dell'attacco non possa volontariamente spingere in avanti un passaggio indietro.

## Stagione regolare
La stagione regolare iniziò il 1º settembre e terminò il 23 dicembre 1991, si svolse in 17 giornate durante le quali ogni squadra disputò 16 partite.

### Risultati della stagione regolare
- V = Vittorie, S = Sconfitte, P = Pareggi, PCT = Percentuale di vittorie, PF = Punti Fatti, PS = Punti Subiti
- La qualificazione ai play-off è indicata in verde (tra parentesi il seed)

| AFC East             |    |    |   |     |     |     |
| Squadra              | V  | S  | P | PCT | PF  | PS  |
| (1) Buffalo Bills    | 13 | 3  | 0 | 813 | 458 | 318 |
| (6) New York Jets    | 8  | 8  | 0 | 500 | 314 | 293 |
| Miami Dolphins       | 8  | 8  | 0 | 500 | 343 | 349 |
| New England Patriots | 6  | 10 | 0 | 375 | 211 | 305 |
| Indianapolis Colts   | 1  | 15 | 0 | 63  | 143 | 381 |

| NFC East                |    |    |   |     |     |     |
| Squadra                 | V  | S  | P | PCT | PF  | PS  |
| (1) Washington Redskins | 14 | 2  | 0 | 875 | 485 | 224 |
| (5) Dallas Cowboys      | 11 | 5  | 0 | 688 | 342 | 310 |
| Philadelphia Eagles     | 10 | 6  | 0 | 625 | 285 | 244 |
| New York Giants         | 8  | 8  | 0 | 500 | 281 | 297 |
| Phoenix Cardinals       | 4  | 12 | 0 | 250 | 196 | 344 |

| AFC Central         |    |    |   |     |     |     |
| Squadra             | V  | S  | P | PCT | PF  | PS  |
| (3) Houston Oilers  | 11 | 5  | 0 | 688 | 386 | 251 |
| Pittsburgh Steelers | 7  | 9  | 0 | 438 | 292 | 344 |
| Cleveland Browns    | 6  | 10 | 0 | 375 | 293 | 298 |
| Cincinnati Bengals  | 3  | 13 | 0 | 188 | 263 | 435 |

| NFC Central          |    |    |   |     |     |     |
| Squadra              | V  | S  | P | PCT | PF  | PS  |
| (2) Detroit Lions    | 12 | 4  | 0 | 750 | 339 | 295 |
| (4) Chicago Bears    | 11 | 5  | 0 | 688 | 299 | 269 |
| Minnesota Vikings    | 8  | 8  | 0 | 500 | 301 | 306 |
| Green Bay Packers    | 4  | 12 | 0 | 250 | 273 | 313 |
| Tampa Bay Buccaneers | 3  | 13 | 0 | 188 | 199 | 365 |

| AFC West                |    |    |   |     |     |     |
| Squadra                 | V  | S  | P | PCT | PF  | PS  |
| (2) Denver Broncos      | 12 | 4  | 0 | 750 | 304 | 235 |
| (4) Kansas City Chiefs  | 10 | 6  | 0 | 625 | 322 | 252 |
| (5) Los Angeles Raiders | 9  | 7  | 0 | 563 | 298 | 297 |
| Seattle Seahawks        | 7  | 9  | 0 | 438 | 276 | 261 |
| San Diego Chargers      | 4  | 12 | 0 | 250 | 274 | 342 |

| NFC West               |    |    |   |     |     |     |
| Squadra                | V  | S  | P | PCT | PF  | PS  |
| (3) New Orleans Saints | 11 | 5  | 0 | 688 | 341 | 211 |
| (6) Atlanta Falcons    | 10 | 6  | 0 | 625 | 361 | 338 |
| San Francisco 49ers    | 10 | 6  | 0 | 625 | 393 | 239 |
| Los Angeles Rams       | 3  | 13 | 0 | 188 | 234 | 390 |

## Play-off
I play-off iniziarono con il Wild Card Weekend l'28 e 29 dicembre 1991. I Divisional Playoff si giocarono il 4 e 5 gennaio 1992 e i Conference Championship Game il 12 gennaio. Il Super Bowl XXVI si giocò il 26 gennaio al Metrodome di Minneapolis.

### Seeding
| Seed | American Football Conference           | National Football Conference             |
| ---- | -------------------------------------- | ---------------------------------------- |
| 1    | Buffalo Bills (vincitori AFC East)     | Washington Redskins (vincitori NFC East) |
| 2    | Denver Broncos (vincitori AFC West)    | Detroit Lions (vincitori NFC Central)    |
| 3    | Houston Oilers (vincitori AFC Central) | New Orleans Saints (vincitori NFC West)  |
| 4    | Kansas City Chiefs                     | Chicago Bears                            |
| 5    | Los Angeles Raiders                    | Dallas Cowboys                           |
| 6    | New York Jets                          | Atlanta Falcons                          |

### Incontri
| Wild Card Game | Wild Card Game                    | Wild Card Game                    | Wild Card Game                    |    |             | Divisional Play-off            | Divisional Play-off            | Divisional Play-off            |                           |                           | Conference Championship   | Conference Championship | Conference Championship |  |  | Super Bowl XXVI | Super Bowl XXVI | Super Bowl XXVI | Super Bowl XXVI | Super Bowl XXVI |
|                |                                   |                                   |                                   |    |             |                                |                                |                                |                           |                           |                           |                         |                         |  |  |                 |                 |                 |                 |                 |
|                | 29 dicembre - Soldier Field       | 29 dicembre - Soldier Field       | 29 dicembre - Soldier Field       |    |             | 5 gennaio - Pontiac Silverdome | 5 gennaio - Pontiac Silverdome | 5 gennaio - Pontiac Silverdome |                           |                           |                           |                         |                         |  |  |                 |                 |                 |                 |                 |
|                | 29 dicembre - Soldier Field       | 29 dicembre - Soldier Field       | 29 dicembre - Soldier Field       |    |             | 5 gennaio - Pontiac Silverdome | 5 gennaio - Pontiac Silverdome | 5 gennaio - Pontiac Silverdome |                           |                           |                           |                         |                         |  |  |                 |                 |                 |                 |                 |
|                | 29 dicembre - Soldier Field       | 29 dicembre - Soldier Field       | 29 dicembre - Soldier Field       |    |             | 5 gennaio - Pontiac Silverdome | 5 gennaio - Pontiac Silverdome | 5 gennaio - Pontiac Silverdome |                           |                           |                           |                         |                         |  |  |                 |                 |                 |                 |                 |
|                | 29 dicembre - Soldier Field       | 29 dicembre - Soldier Field       | 29 dicembre - Soldier Field       |    |             | 5 gennaio - Pontiac Silverdome | 5 gennaio - Pontiac Silverdome | 5 gennaio - Pontiac Silverdome |                           |                           |                           |                         |                         |  |  |                 |                 |                 |                 |                 |
|                | 5                                 | Dallas                            | 17                                |    |             | 5 gennaio - Pontiac Silverdome | 5 gennaio - Pontiac Silverdome | 5 gennaio - Pontiac Silverdome |                           |                           |                           |                         |                         |  |  |                 |                 |                 |                 |                 |
|                | 5                                 | Dallas                            | 17                                | 5  | Dallas      | 6                              |                                |                                |                           |                           |                           |                         |                         |  |  |                 |                 |                 |                 |                 |
|                | 4                                 | Chicago                           | 13                                | 5  | Dallas      | 6                              |                                |                                | 12 gennaio - RFK Stadium  | 12 gennaio - RFK Stadium  | 12 gennaio - RFK Stadium  |                         |                         |  |  |                 |                 |                 |                 |                 |
|                | 4                                 | Chicago                           | 13                                | 2  | Detroit     | 38                             |                                |                                | 12 gennaio - RFK Stadium  | 12 gennaio - RFK Stadium  | 12 gennaio - RFK Stadium  |                         |                         |  |  |                 |                 |                 |                 |                 |
|                |                                   |                                   |                                   | 2  | Detroit     | 38                             |                                |                                | 12 gennaio - RFK Stadium  | 12 gennaio - RFK Stadium  | 12 gennaio - RFK Stadium  |                         |                         |  |  |                 |                 |                 |                 |                 |
|                |                                   |                                   |                                   |    |             |                                |                                |                                | 12 gennaio - RFK Stadium  | 12 gennaio - RFK Stadium  | 12 gennaio - RFK Stadium  |                         |                         |  |  |                 |                 |                 |                 |                 |
|                | 28 dicembre - Louisiana Superdome | 28 dicembre - Louisiana Superdome | 28 dicembre - Louisiana Superdome | 2  | Detroit     | 10                             |                                |                                |                           |                           |                           |                         |                         |  |  |                 |                 |                 |                 |                 |
|                | 28 dicembre - Louisiana Superdome | 28 dicembre - Louisiana Superdome | 28 dicembre - Louisiana Superdome | 2  | Detroit     | 10                             | 4 gennaio - RFK Stadium        |                                |                           |                           |                           |                         |                         |  |  |                 |                 |                 |                 |                 |
|                | 28 dicembre - Louisiana Superdome | 28 dicembre - Louisiana Superdome | 28 dicembre - Louisiana Superdome |    | 1           | Washington                     | 41                             |                                |                           |                           |                           |                         |                         |  |  |                 |                 |                 |                 |                 |
|                | 28 dicembre - Louisiana Superdome | 28 dicembre - Louisiana Superdome | 28 dicembre - Louisiana Superdome |    | 1           | Washington                     | 41                             |                                |                           |                           |                           |                         |                         |  |  |                 |                 |                 |                 |                 |
|                | 6                                 | Atlanta                           | 27                                |    |             |                                |                                |                                |                           |                           |                           |                         |                         |  |  |                 |                 |                 |                 |                 |
|                | 6                                 | Atlanta                           | 27                                | 6  | Atlanta     | 7                              |                                |                                |                           |                           |                           |                         |                         |  |  |                 |                 |                 |                 |                 |
|                | 3                                 | New Orleans                       | 20                                | 6  | Atlanta     | 7                              |                                |                                | 26 gennaio - Metrodome    | 26 gennaio - Metrodome    | 26 gennaio - Metrodome    |                         |                         |  |  |                 |                 |                 |                 |                 |
|                | 3                                 | New Orleans                       | 20                                | 1  | Washington  | 24                             |                                |                                | 26 gennaio - Metrodome    | 26 gennaio - Metrodome    | 26 gennaio - Metrodome    |                         |                         |  |  |                 |                 |                 |                 |                 |
|                |                                   |                                   |                                   | 1  | Washington  | 24                             |                                |                                |                           | 26 gennaio - Metrodome    | 26 gennaio - Metrodome    |                         |                         |  |  |                 |                 |                 |                 |                 |
|                |                                   |                                   |                                   |    |             |                                |                                |                                |                           | 26 gennaio - Metrodome    | 26 gennaio - Metrodome    |                         |                         |  |  |                 |                 |                 |                 |                 |
|                | 29 dicembre - Astrodome           | 29 dicembre - Astrodome           | 29 dicembre - Astrodome           | N1 | Washington  | 37                             |                                |                                |                           |                           |                           |                         |                         |  |  |                 |                 |                 |                 |                 |
|                | 29 dicembre - Astrodome           | 29 dicembre - Astrodome           | 29 dicembre - Astrodome           | N1 | Washington  | 37                             | 4 gennaio - Mile High Stadium  |                                |                           |                           |                           |                         |                         |  |  |                 |                 |                 |                 |                 |
|                | 29 dicembre - Astrodome           | 29 dicembre - Astrodome           | 29 dicembre - Astrodome           |    | A1          | Buffalo                        | 24                             |                                |                           |                           |                           |                         |                         |  |  |                 |                 |                 |                 |                 |
|                | 29 dicembre - Astrodome           | 29 dicembre - Astrodome           | 29 dicembre - Astrodome           |    | A1          | Buffalo                        | 24                             |                                |                           |                           |                           |                         |                         |  |  |                 |                 |                 |                 |                 |
|                | 6                                 | N.Y. Jets                         | 10                                |    |             |                                |                                |                                |                           |                           |                           |                         |                         |  |  |                 |                 |                 |                 |                 |
|                | 6                                 | N.Y. Jets                         | 10                                | 3  | Houston     | 24                             |                                |                                |                           |                           |                           |                         |                         |  |  |                 |                 |                 |                 |                 |
|                | 3                                 | Houston                           | 17                                | 3  | Houston     | 24                             |                                |                                | 12 gennaio - Rich Stadium | 12 gennaio - Rich Stadium | 12 gennaio - Rich Stadium |                         |                         |  |  |                 |                 |                 |                 |                 |
|                | 3                                 | Houston                           | 17                                | 2  | Denver      | 26                             |                                |                                | 12 gennaio - Rich Stadium | 12 gennaio - Rich Stadium | 12 gennaio - Rich Stadium |                         |                         |  |  |                 |                 |                 |                 |                 |
|                |                                   |                                   |                                   | 2  | Denver      | 26                             |                                |                                | 12 gennaio - Rich Stadium | 12 gennaio - Rich Stadium | 12 gennaio - Rich Stadium |                         |                         |  |  |                 |                 |                 |                 |                 |
|                |                                   |                                   |                                   |    |             |                                |                                |                                | 12 gennaio - Rich Stadium | 12 gennaio - Rich Stadium | 12 gennaio - Rich Stadium |                         |                         |  |  |                 |                 |                 |                 |                 |
|                | 28 dicembre - Arrowhead Stadium   | 28 dicembre - Arrowhead Stadium   | 28 dicembre - Arrowhead Stadium   | 2  | Denver      | 7                              |                                |                                |                           |                           |                           |                         |                         |  |  |                 |                 |                 |                 |                 |
|                | 28 dicembre - Arrowhead Stadium   | 28 dicembre - Arrowhead Stadium   | 28 dicembre - Arrowhead Stadium   | 2  | Denver      | 7                              | 5 gennaio - Rich Stadium       |                                |                           |                           |                           |                         |                         |  |  |                 |                 |                 |                 |                 |
|                | 28 dicembre - Arrowhead Stadium   | 28 dicembre - Arrowhead Stadium   | 28 dicembre - Arrowhead Stadium   |    | 1           | Buffalo                        | 10                             |                                |                           |                           |                           |                         |                         |  |  |                 |                 |                 |                 |                 |
|                | 28 dicembre - Arrowhead Stadium   | 28 dicembre - Arrowhead Stadium   | 28 dicembre - Arrowhead Stadium   |    | 1           | Buffalo                        | 10                             |                                |                           |                           |                           |                         |                         |  |  |                 |                 |                 |                 |                 |
|                | 5                                 | L.A. Raiders                      | 6                                 |    |             |                                |                                |                                |                           |                           |                           |                         |                         |  |  |                 |                 |                 |                 |                 |
|                | 5                                 | L.A. Raiders                      | 6                                 | 4  | Kansas City | 14                             |                                |                                |                           |                           |                           |                         |                         |  |  |                 |                 |                 |                 |                 |
|                | 4                                 | Kansas City                       | 10                                | 4  | Kansas City | 14                             |                                |                                |                           |                           |                           |                         |                         |  |  |                 |                 |                 |                 |                 |
|                | 4                                 | Kansas City                       | 10                                | 1  | Buffalo     | 37                             |                                |                                |                           |                           |                           |                         |                         |  |  |                 |                 |                 |                 |                 |

### Vincitore
| Vincitori del Super Bowl XXVI Washington Redskins 5º titolo (3º Super Bowl) |

## Premi individuali
| MVP della NFL                 | Thurman Thomas, Running back, Buffalo      |
| Allenatore dell'anno          | Wayne Fontes, Detroit                      |
| Giocatore offensivo dell'anno | Thurman Thomas, Running back, Buffalo      |
| Difensore dell'anno           | Pat Swilling, Linebacker, New Orleans      |
| Rookie offensivo dell'anno    | Leonard Russell, Running back, New England |
| Rookie difensivo dell'anno    | Mike Croel, Linebacker, Denver             |